# Marizy-Sainte-Geneviève
 Marizy-Sainte-Geneviève  là một xã ở tỉnh Aisne, vùng Hauts-de-France thuộc miền bắc nước Pháp.